# Carme Balcells i Segalà
Carme Balcells i Segalà, també coneguda com a Carmen Balcells (Santa Fe de Segarra, les Oluges, Segarra, 9 d'agost de 1930 - Barcelona, 20 de setembre de 2015), fou una agent literària catalana, molt valorada pels autors, ja que va aconseguir eliminar els contractes vitalicis i altres excessos editorials com imposar les clàusules de cessió per temps limitat d'un llibre.

## Biografia
La més gran de quatre germans, va néixer al si d'una família de petits propietaris rurals. Va estudiar al seu poble natal i el 1946 es va traslladar a Barcelona. Mercès al poeta de Cervera Jaume Ferran, el 1955 va conèixer els escriptors Joan Ferraté, Gabriel Ferrater, Jaime Gil de Biedma, Carles Barral, Luis Goytisolo i Josep Maria Castellet. Aleshores, treballà per l'agència literària ACER, que era propietat de Vintila Hòria.
El 1960, quan Vintila Hòria marxà a París, entrà a treballar a l'editorial Seix Barral. Arran d'una proposta de gestió de drets d'autor feta per Carles Barral, fundà l'Agència Literària Carmen Balcells, que començà gestionant els drets de traducció d'autors estrangers i d'alguns autors espanyols per a l'Editorial Seix Barral com Luis Goytisolo. Després representaria altres autors com Gabriel García Márquez, Mario Vargas Llosa, Julio Cortázar, Carlos Fuentes, Pablo Neruda, Miguel Delibes, Álvaro Mutis, Camilo José Cela, Vicente Aleixandre, Gonzalo Torrente Ballester, Manuel Vázquez Montalbán, José Luis Sampedro, Terenci Moix, Juan Carlos Onetti, Jaime Gil de Biedma, Carlos Barral, Josep Maria Castellet, Juan Goytisolo, Alfredo Bryce Echenique, Juan Marsé, Eduardo Mendoza, Isabel Allende, Rosa Montero o Gustavo Martín Garzo. Hom la considera en gran part responsable del boom de la literatura llatinoamericana durant aquest període.
El 1991 va cofundar l'empresa RBA edicions, de la qual posteriorment es desvinculà.
L'any 1997 va rebre la Medalla d'Honor de Barcelona. L'any 2005 va ser investida doctora honoris causa per la Universitat Autònoma de Barcelona i el 2006 va rebre la Creu de Sant Jordi. Com a reconeixement a la seva tasca com a representant, va rebre dedicatòries a obres d'autors reconeguts com Juan Marsé, Juan Carlos Onetti o Gabriel García Márquez, mentre que d'altres —com Max Aub, Manuel Vázquez Montalbán, José Donoso o Carles Barral— la van fer aparèixer com a personatge en alguna de les seves obres.
El mes de desembre de 2010 va vendre el seu arxiu personal al Ministeri de Cultura d'Espanya per 3 milions d'euros, amb la condició que l'arxiu es mantingués unificat. Els documents es van traslladar a Alcalá de Henares. Aquell mateix any va rebre el Premi Especial del Jurat dels Premis Internacionals Terenci Moix. Fou l'agent literària més famosa en el món de les lletres hispanes.
Durant la seva trajectòria va representar sis Premis Nobel: Gabriel García Márquez, Mario Vargas Llosa, Miguel Ángel Asturias, Camilo José Cela, Vicente Aleixandre i Pablo Neruda.

## Reconeixement
L'any 2022 l'Ajuntament de Barcelona li posà el seu nom a una plaça de la ciutat, davant la Biblioteca Gabriel García Márquez, entre els carrers del Concili de Trento i del Treball, al barri de Sant Martí de Provençals.